# عبد الله جناحي
عبد الله جناحي (ولد في 15 نوفمبر 1986) لاعب كرة قدم دولي بحريني يجيد اللعب في مركز الجناح. يلعب حاليا لصالح البحرين البحريني منذ 2023.